# Uru-Chipaya-Sprachen
Die Uru-Chipaya-Sprachen bilden eine indigene amerikanische Sprachfamilie. Innerhalb dieser Sprachfamilie sind vier Varietäten dokumentiert:
- Das Irohito oder Uchumataqu am Río Desaguadero im bolivianischen Departamento La Paz[1]
- Das Chholo der Uru-Murato am Poopó-See[2]
- Das Uru von Chimu nahe Puno am Titicacasee in Peru[3]
- Chipaya im Municipio Chipaya im bolivianischen Departamento Oruro.[4]

Während die drei erstgenannten Varietäten heute als ausgestorben gelten, wird Chipaya von etwa 1800 Personen gesprochen und gilt nicht als akut bedroht.
Darüber hinaus gibt es noch Gruppen, die sich als zur Ethnie der Uru zugehörig betrachten:
- Im Gebiet von Coata und Paucarcolla nahe Puno. Die Angehörigen der Ethnie sprechen heute Quechua, vermutlich auf einem Substrat von Puquina und Uru.
- Die Bewohner der schwimmenden Inseln auf dem Titicacasee nahe Puno.
- Die Bewohner der Gemeinden Belén Qinaqitara y Sutalaya in der Provinz Omasuyos am Titicacasee in Bolivien.[5]
- Eine Gruppe im chilenischen Isluga in der Provinz Tarapacá nahe der bolivianischen Grenze, die Mitglied der Nación Originaria Uru (NOU) ist.[6]

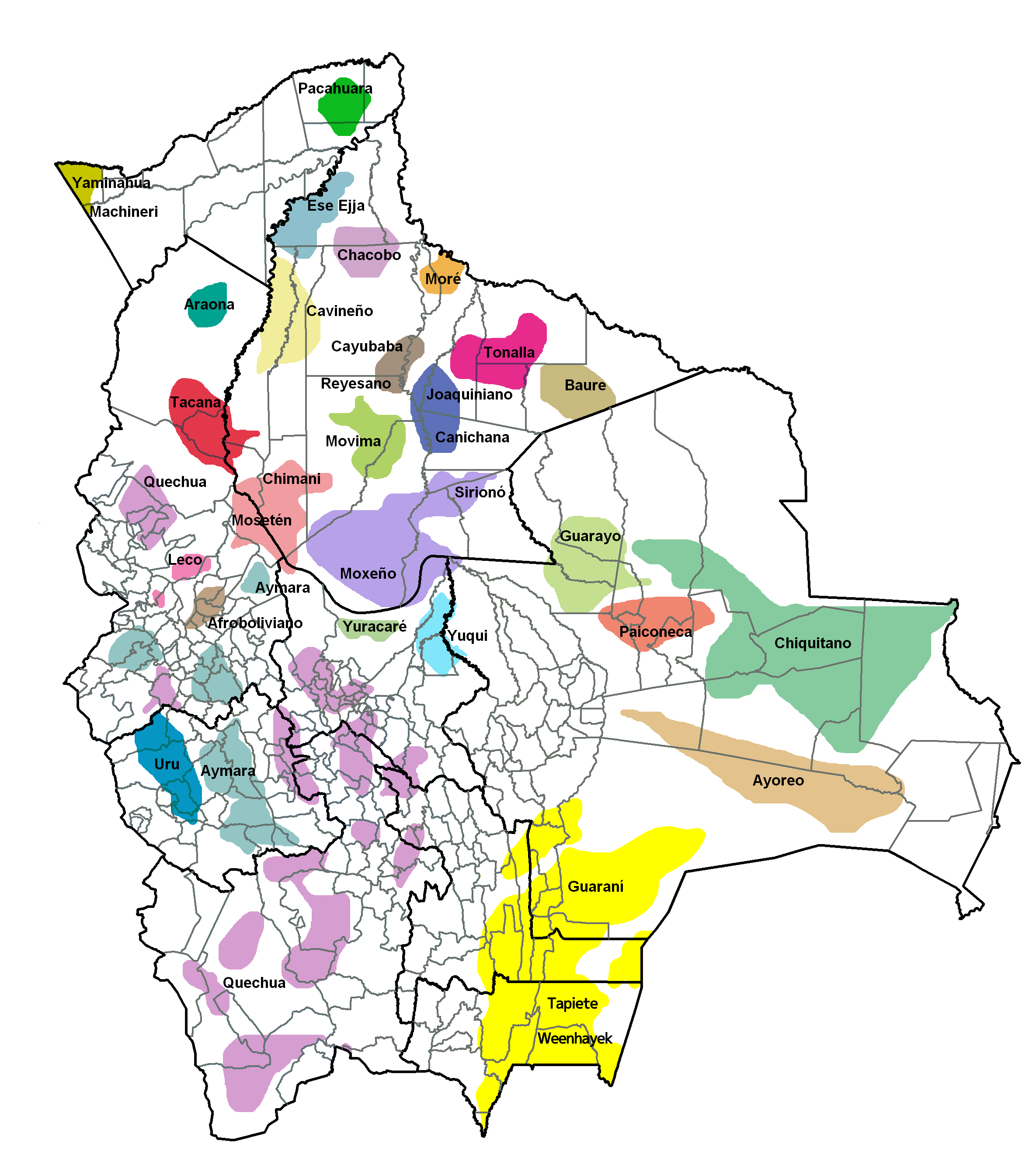

## Historische Entwicklung
Quellen aus der Kolonialzeit berichten von Gruppen, die als Uru bezeichnet werden. Es handelt sich um Volksgruppen, die relativ isoliert von ihrer Umgebung lebten. Ihre Lebensgrundlage waren vorwiegend die Jagd und der Fischfang, und wegen ihrer Lebensweise wurden sie als primitiv und unzivilisiert betrachtet. Für ihre Sprache gab es verschiedene Bezeichnungen: Uru, Uruquilla, Ochozuma, aber auch Puquina. Die heute als Puquina bezeichnete Sprache ist allerdings mit den Uru-Chipaya-Sprachen nicht verwandt, obwohl Puquina noch teilweise als Eigenbezeichnung der Uru-Chipaya-Sprachen verwandt wird. Die Bezeichnung Uru bezog sich vor allem in der Kolonialzeit in erster Linie auf Gruppen mit einer bestimmten Lebensweise; sie sagt nicht unbedingt etwas über die von ihnen gesprochene Sprache aus.
Man nimmt an, dass die Uru-Chipaya-Sprachen zur Zeit der spanischen Eroberung im Bereich zwischen dem Titicacasee, dem Poopó-See und dem Salzsee von Coipasa gesprochen wurde. Als Uru bezeichnete Gruppen finden sich historisch auch im Bereich der Cordillera de Lípez (südlich des beschriebenen Gebiets) sowie an der chilenischen Pazifikküste zwischen Arica und Cobija. Die Zugehörigkeit der beiden letzteren Gruppen zur Sprachfamilie der Uru-Chipaya ist jedoch zweifelhaft.
An den meisten Orten wurde die Sprache, beginnend in vorspanischer Zeit, zunächst vom Puquina, später von Aymara und Quechua und in jüngster Zeit auch durch das Spanische ersetzt. Zu Beginn des 20. Jahrhunderts existierten noch Sprachinseln sowohl in Peru als auch in Bolivien in der Nähe des Titicaca-Sees, des Poopó-Sees und im Municipio Chipaya.

## Klassifikation
Einige Linguisten sehen Verbindungen zwischen den Uru-Chipaya-Sprachen und den Arawak-Sprachen oder sogar den Maya-Sprachen, aber diese Theorien sind sehr umstritten.
Der frühe enge Kontakt mit dem Puquina, das zur Zeit der Eroberung ebenfalls im Bereich des Titicacasees weit verbreitet war, erklärt zahlreiche lexikalische Übereinstimmungen. Auch mit den Pano-Sprachen wurden Gemeinsamkeiten festgestellt, die aber auch eher auf Sprachkontakt als auf genetische Verwandtschaft zurückgeführt werden.
Lexikalische Untersuchungen deuten darauf hin, dass sich die südlichsten und die nördlichsten Varietäten, d. h. die von Chimu und Chipaya, um 200 v. Chr. getrennt haben dürften. Die Angaben zur Nähe und wechselseitigen Verständlichkeit der beiden Varietäten, die bis in die jüngste Vergangenheit gesprochen wurden, d. h. Chipaya und Uchumataqu, sind widersprüchlich. Während Dedenbach-Salazar Sáenz und Wachtel von hoher wechselseitiger Verständlichkeit ausgeht, berichten Muysken und Hannß von erheblichen Schwierigkeiten bei der Verständigung.
Die Uru-Chipaya-Sprachen sind agglutinierende Sprachen. Im Gegensatz zu Aymara und Quechua haben sie ein System mit fünf Vokalen (/a/, /e/, /i/, /o/, /u/). Das Chipaya kennt außerdem Lang- und Kurvokale, ebenfalls im Gegensatz zum Aymara, Quechua und zum Spanischen.

## Die einzelnen Uru-Chipaya-Sprachen

Darstellung der Verbreitung der Ethnien der Uru im späten 20. Jahrhundert

### Uru von Chimu
Das Uru von Chimu (auch Ch'imu, die Eigenbezeichnung war ts'imu) ist eine heute ausgestorbene Varietät des Uru-Chipaya. Es wurde in Chimu, 8 km östlich von Puno am Titicacasee, gesprochen.
Bekannt sind lediglich etwa 320 Wörter und Ausdrücke, die der Altamerikanist Walter Lehmann bei einem eintägigen Aufenthalt im Jahr 1929 von zwei Informanten erhoben hatte. Die Informanten, Vater und Sohn, sprachen bereits als Erstsprache Aymara. Als der französische Ethnologe Jehan Vellard im Rahmen einer Forschungsreise zu den Uru nach Chimu kam, fand er dort keine Sprecher mehr vor. Es wurde eine Mischung aus Uru, Aymara und Quechua gesprochen.

### Uchumataqu
Das Uchumataqu, Eigenbezeichnung uchu maa taqu ("unsere Muttersprache") oder pukina, ist mit dem Tod der letzten kompetenten Sprecherin, Julia Vila, im Jahr 2004 ausgestorben. Es wurde in der kleinen Ortschaft Irohito (auch Iru Itu) gesprochen.
Die Varietät ist deutlich besser dokumentiert als das Uru von Chimu. Wörter und Ausdrücke wurden u. a. gegen Ende des 19. Jahrhunderts von Max Uhle und 1928 von Walter Lehmann erhoben. Jehan Vellard besuchte die Uru mehrfach zwischen 1938 und den frühen 1950er Jahren und sammelte reichhaltiges Material zu deren Sprache.
Nach Vellard zerstörte in den 1940er Jahren eine langanhaltende Dürre das Ökosystem, von dem die Uru als Jäger und Fischer abhängig waren, und zwang sie dazu, ihre Lebensweise aufzugeben und auf der Suche nach einem Lebensunterhalt in umliegende Orte oder in die Großstädte La Paz oder El Alto zu migrieren, wo zu jener Zeit das Aymara die dominante Sprache war. Den Verlust der Sprache empfanden die Uru als Strafe für das Aufgeben ihrer angestammten Lebensweise.
Die Ortschaft war vorübergehend nahezu völlig entvölkert, bis ab etwa 1960 wieder zahlreiche Bewohner zurückkehrten und, vor allem seit 1990, eine relativ wohlhabende Gemeinschaft aufbauten.

### Chholo
Die Gruppe der Uru-Murato lebt verstreut vor allem in den kleinen Siedlungen Puñaka Tinta María, Vilañeque und Llapallapani am Poopó-See. Die Uru-Murato sprechen heute dieselben Sprachen wie die umgebende Bevölkerung: Aymara, Quechua und Spanisch, wobei Aymara inzwischen fast ganz von Quechua verdrängt ist und Quechua bei den jüngeren Generationen durch Spanisch ersetzt wird. Gleichzeitig werden in Llapallapani Versuche unternommen, Chipaya als Sprache in der Gemeinschaft zu etablieren.
Ihre ursprüngliche Sprache ist nur sehr rudimentär dokumentiert und sämtliches bekannte Material sowie die Bezeichnung Chholo ist lediglich durch einen Informanten, Daniel Moricio Choque aus Puñaca Tinta María überliefert. Er übersetzte zu verschiedenen Zeitpunkten einige Wörter. Bei einer weiteren Befragung im Jahr 2008 gab er an, wenig über die Sprache zu wissen, hielt aber dann einen kurzen Monolog in einer unbekannten Sprache, der aufgezeichnet wurde, den er allerdings nicht übersetzte und der verhältnismäßig wenige Wörter enthielt, die bekannten Sprachen, vor allem dem Chipaya, zugeordnet werden konnten. Eine zufriedenstellende Erklärung der Herkunft der unbekannten Wörter konnte bislang nicht gefunden werden. Der Archäologie und Sprachwissenschaftler Ibarra Grasso berichtet, dass ihm Angehörige der Gruppe der Chipaya von einer Begegnung mit Muratos in der Nähe des Poopó-Sees erzählten. Diese Muratos hätten eine Sprache gesprochen, die die Chipayas nicht verstehen konnten. Eine Exkursion in dieses Gebiet im Jahr 1960 brachte zwar einen erneuten Hinweis auf die mögliche Existenz einer bislang unbekannten Sprache zutage, blieb aber letztlich ohne konkrete Ergebnisse.

### Chipaya
Chipaya wird im gleichnamigen Municipio im bolivianischen Departamento Oruro gesprochen. Die Siedlungen der Chipaya waren lange Zeit sehr isoliert. Bis zur Mitte des 20. Jahrhunderts waren sie etwa einen halben Tagesmarsch von der nächsten, aymarasprachigen, Siedlung entfernt. In der ersten Hälfte des 20. Jahrhunderts stellte der schweizerische Ethnologe Alfred Métraux fest, dass praktisch alle Chipaya bereits als Kinder als zweite Sprache Aymara sprachen, während Kenntnisse des Spanischen nicht weit verbreitet waren. Métreaux ging damals davon aus, dass die Chipaya-Sprache, wie die anderen Uru-Sprachen auch, in den nächsten Jahren vollständig vom Aymara ersetzt werden würde.
Diese Vorhersage bewahrheitete sich nicht; vielmehr fand der in den 1930er Jahren imminente Sprachwechsel nicht statt. Zwar war das Aymara bis in die 1950er Jahre die einzige Kontaktsprache der Chipaya mit der sie umgebenden Aymara-Bevölkerung und auch mit der nationalen Gesellschaft. Danach jedoch nahm die Arbeitsmigration in die Städte, häufig auch nach Chile erheblich zu, wodurch sich Spanischkenntnisse verbreiteten und die Bedeutung des Aymara stark abnahm. So zeigt die Volkszählung von 1992 zwar, dass die große Mehrheit der älteren Erwachsenen auch Aymara sprach, jedoch waren bei den jüngeren Erwachsenen die Kenntnisse nicht sehr weit verbreitet. Im Municipio Chipaya ist das Chipaya noch heute die vorherrschende Sprache, die auch noch an Kinder weitergegeben wird, obwohl die meisten Bewohner ebenfalls Spanisch und viele auch Aymara sprechen. Eine potentielle Bedrohung der Sprache besteht in den häufigen Kontakten mit der spanischsprachigen Umgebung, insbesondere der Hauptstadt des Departamentos, und in der kürzlichen Einführung von Elektrizität und Fernsehen.
Zwischen 2005 und 2007 wurde die Sprache unter der Projektleitung der Altamerikanistin Sabine Dedenbach-Salazar dokumentiert, und zwar im Rahmen der Initiative Dokumentation bedrohter Sprachen (DoBeS), finanziert von der Volkswagenstiftung. Ein weiteres Dokumentationsprojekt zur Chipaya-Sprache wurde ebenfalls im Rahmen der DOBES-Initiative von Nathalie Böcker, Francisca Condori Mollo und Achim Schumacher durchgeführt. Die Ergebnisse dieses zweiten Dokumentationsprojektes wurden im Oktober 2015 gemeinsam mit den Ergebnissen anderer Dokumentationsprojekte als Digitale Sammlungen zur sprachlichen Vielfalt von der UNESCO ins Register des Weltdokumentenerbes aufgenommen.